# Gentucca

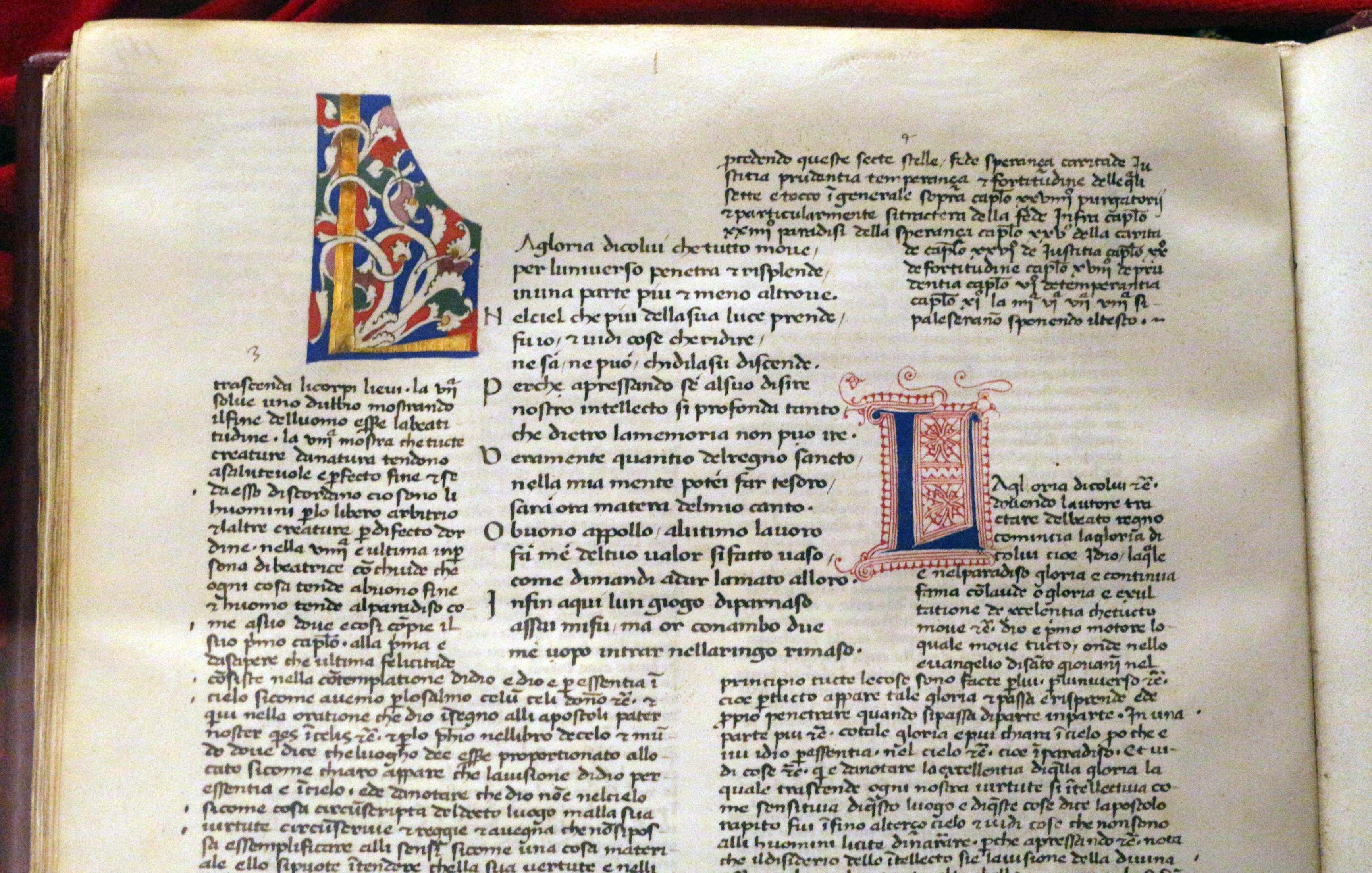
Divina commedia, corredata dell' Ottimo commento, 1400-1425 ca. (Biblioteca Medicea Laurenziana)

Gentucca è un nome di donna, che nell'uso lucchese sta per "Gentile", noto per essere stato pronunciato dal poeta Bonagiunta Orbicciani nel canto ventiquattresimo del Purgatorio (v. 37).

## Gentucca nellaDivina Commedia
Dante sta salendo, insieme a Forese Donati, il monte del Purgatorio ed è giunto nella sesta cornice, quella dei golosi, quando sente il lucchese Bonagiunta Orbicciani  mormorare il nome "Gentucca", che attira la sua attenzione. Bonagiunta continua, profetizzando al poeta il suo esilio e aggiungendo che una "femmina che non porta ancor benda", una donna nel 1300 non ancora maritata, gli renderà il soggiorno a Lucca piacevole, città dove Dante probabilmente soggiornerà tra il 1307 e il 1308.    
L'Ottimo commento, uno dei più importanti commenti del Trecento alla Divina Commedia, interpretò il nome come "gente bassa", cioè gli oppositori politici del poeta che lo costrinsero all'esilio e sostenne che la "femmina" fosse Alagia Fieschi, moglie di Moroello Malaspina, marchese di Lunigiana, che guidò i lucchesi contro Pistoia, già incontrata nel canto diciannovesimo del Purgatorio.    
In realtà molti documenti dimostrano che "Gentucca" fosse un nome di donna molto diffuso a Lucca ai tempi di Dante.   

## Gentucca e Dante
Molti studiosi, considerando Gentucca un nome di donna, hanno cercato di scoprirne l'identità: forse fu la moglie di Bernardo Morla, oppure la moglie di Buonaccorso di Lazzaro di Fondora, entrambi appartenenti a famiglie lucchesi.  
Il commentatore Francesco da Buti, che scrive che a Lucca Dante "si dovea innamorare d’una gentil donna che sarebbe nominata Gentucca", probabilmente non aveva prove di tale relazione, ma considerava possibile l'esistenza di una donna con questo nome.    
Si può ipotizzare un rapporto di amicizia tra la donna e il poeta, concretizzatosi in protezione in una città, come la Lucca di quegli anni, fedele alleata dei Neri di Firenze e quindi non ben disposta verso un fiorentino di parte bianca.   
La figura di questa donna, che Dante ricorda quindi o per ringraziare una famiglia lucchese che l'ha protetto o per un fatto riguardante la sfera personale, rimane alla fine avvolta nel mistero.   